# Сарабанда
 Тази статия е за танца.  За филма вижте Сарабанда (филм).  
Сарабанда (на италиански: sarabanda, от испански: zarabanda) е старинен испански бавен танц в размер 3/4 или 3/2, с удължено второ време. Ритмическата формула е в съотношение 2:3:1, като акцентите са върху първото и второто време на такта. Има сведения, че като част от испанския фолклор танцът се е изпълнявал при погребения и други тъжни събития.
По време на Ренесанса и барока сарабандата става неотменима част от музикалната сюита. От това време са известни сарабандите на Арканджело Корели, Георг Хендел, Йохан Себастиян Бах и др. След епохата на Романтизма много композитори включват сарабандата в своите произведения, но там тя вече е откъсната от първоначалния си танцувален характер.